# Maçanet de la Selva
Maçanet de la Selva est une commune de la province de Gérone, en Catalogne, en Espagne, de la comarque de la Selva.